# Mohon
Mohon (en bretó Mozhon) és un municipi francès, situat a la regió de Bretanya, al departament d'Ar Mor-Bihan. L'any 2006 tenia 959 habitants.

## Demografia
| 1962                                       | 1968  | 1975  | 1982  | 1990  | 1999 |
| ------------------------------------------ | ----- | ----- | ----- | ----- | ---- |
| 1.343                                      | 1.442 | 1.247 | 1.102 | 1.031 | 898  |
| Des de 1962: població sense dobles comptes |       |       |       |       |      |

## Administració
| Període   | Identitat       | Partit |
| --------- | --------------- | ------ |
| 2001-2008 | André Rouillard |        |
| 2001-     | Marc Guillemaud |        |